# Сент-Джордж (округ, Бермудские острова)
Сент-Джордж (англ. St.George's Parish) — один из девяти округов Бермуд. Своё название округ получил в честь основателя Бермудской колонии адмирала сэра Джорджа Сомерса. Население 4 679 человек (2010).

## География
Округ находится в северо-восточной части цепи Бермудских островов.
В округ входит остров Сент-Джорджа, полуостров Такерс Таун а также небольшие острова такие как Коней, Пагет, Нонсач, Кастл, Смитс. Юридически остров Сент-Девида входит в округ Сент-Джордж, но он довольно часто выступает как отдельное лицо. Вся площадь округа составляет 7,9 км².
Округ Сент-Джордж соединён с округом Гамильтон насыпной дорогой.